# Юго Вутен
Юго Вутен (на нидерландски: Hugo Voeten) е белгийски предприемач и колекционер на произведения на изкуството, почетен консул на България в Белгия.

## Биография
Юго Вутен е роден на 2 март 1940 година в Беерсе. Следва икономика в Белгия и Германия, след което започва работа в търговската фирма на баща си. През 1968 година открива собствен супермаркет и през следващите години изгражда цяла верига под марката Cash Fresh.
От 80-те години започва да колекционира произведения на изкуството. В началото на 90-те години се жени за българката Елена Тодорова, преподавателка по френска литература в Пловдивския университет, и през следващите години интересът му се съсредоточава главно върху български автори.
С времето Вутен придобива значителна колекция от произведения на изкуството, главно скулптури и картини. Първоначално е разположена имението му в Гел, но след като през 2005 година продава веригата Cash Fresh на „Груп Делез“, Юго Вутен закупува стара фабрика в Херенталс, където възнамерява да премести колекцията си. Тя включва повече от 1000 произведения на български автори като Крум Дамянов, Величко Минеков, Валентин Старчев, Альоша Кафеджийски, Александър Апостолов, Георги Радулов, Павел Койчев, Кирил Мескин, Ангел Станев, Емил Попов, Иван Русев, Стефан Лютаков, Константин Денев, Снежана Симеонова, Божидар Козарев, Светлин Русев, Никола Терзиев - Желязото, Пламен Аврамов, Венелин Иванов, Хари Арабян, Цветослав Христов и други. В колекцията му влизат и произведения на Огюст Роден, Аристид Майол, Алберто Джакомети, Фернандо Ботеро, Арно Брекер, Франс Мазерел.
Част от колекцията на Юго Вутен е изложена на 3-тия етаж на Националната художествена галерия и в централната част на парка на МВнР в София, който е ремонтиран с финансовата му помощ.
През 2004 година Вутен е награден от българския президент Георги Първанов с орден „Стара планина“ за „изключителен принос в развитието на съвременната българска култура“. Става почетен консул на България в Белгия със седалище в град Гел, провинция Антверпен.
Умира на 11 май 2017 година в белгийския морски курорт Кноке, подобщина на Кноке-Хайст.